# 禁闕の変
禁闕の変（きんけつのへん）は、室町時代の嘉吉3年9月23日（1443年10月16日）夜に京都で起こった後花園天皇の禁闕（皇居内裏）への襲撃事件である。
吉野朝廷（南朝）復興を唱える勢力（後南朝）が御所に乱入し、三種の神器のうち剣璽の二つを奪い比叡山へ逃れたが、26日までに鎮圧された。幕府は宝剣の奪還には成功したが、神璽はそのまま奪い去られ、長禄元年（1457年）に赤松氏が後南朝より奪い返し北朝の手に戻る（長禄の変）まで15年に渡って後南朝の下にあった。嘉吉の変（かきつのへん）という呼び方もあるが、嘉吉元年（1441年）の守護赤松満祐による6代将軍足利義教の殺害事件「嘉吉の変」と混同を招くため、避けられる傾向にある。

## 経緯
建武3年/延元元年（1336年）に後醍醐天皇により開かれた南朝（大覚寺統）は、3代将軍足利義満時代の明徳3年/元中9年（1392年）に明徳の和約が行われて名目上は解消された。しかし、室町幕府が約定をほぼ履行しなかったこともあり、その後も南朝の後胤を擁する後南朝勢力は室町時代を通じて登場し、反幕府勢力とも関係して活動を続ける。一方で、かつての北朝（持明院統）側では後小松天皇の直系が断絶して、伏見宮家から後花園天皇が迎えられるという事態が起こっていた。
その上、室町幕府では、恐怖政治による中央集権化を目指した6代将軍足利義教が、嘉吉元年6月24日（1441年7月12日）に守護赤松満祐によって殺害されるという大乱があった（嘉吉の乱）。嘉吉の乱は9月10日に鎮圧されたものの、火種は確実にくすぶっていた。
森茂暁は、禁闕の変の予兆を示す傾向として、以下の二つを指摘している。
- 嘉吉3年（1443年）2月に、元・南朝の宮家だった小倉宮聖承が謀反を起こすと噂され（『看聞日記』嘉吉3年2月20日条）、さらに楠木氏（楠木正成の子孫）の誰かが「南朝余流」を旗頭にして反乱を企てているという情報も入った（『建内記』嘉吉3年2月25日条）[1]。ところが28日には楠木反乱は「虚報」として片付けられ、聖承が重病に陥ったこともあって、皇族・公家の間の不安は解消された（『看聞日記』嘉吉3年2月28日条）[1]。聖承は5月7日（西暦6月4日）に病死。
- 義教殺害後、嘉吉2年（1442年）11月7日に数え9歳で7代将軍となった足利義勝が、翌3年7月12日に赤痢を発症し、21日に明け方に数え10歳（満年齢では9歳）で死去してしまった[1]。将軍の相次ぐ死は京都の政治に打撃を与え、宝徳元年（1449年）まで6年もの間、将軍は空位だった[1]。

## 戦闘
こうした幕府の空白期間を狙い、嘉吉3年9月23日（1443年10月16日）夜、後南朝の軍勢が蜂起した。
神泉苑に200–300の軍勢が集ったが（『康富記』）、甲冑で完全装備した武者もいれば、兵具を身に着けていない者もいる雑多な衆だった。
変の首謀者・実行犯は以下の通りである。
- 源尊秀（みなもとのたかひで）：総大将・首謀者。200年前の後鳥羽上皇の子孫を自称する人物[2]。真の出自・目的は不明[2]。森茂暁は、皇籍復帰（あわよくば皇位獲得）が目的だったのではないかと推測している[2]。
  - 鳥羽尊秀とも号したという（『康富記』）[2]。
  - 『東寺執行日記』嘉吉3年9月23日条には「高秀」とあることから、「尊秀」は「たかひで」と読むことがわかる[2]。
- 金蔵主（こんぞうす）：南朝の皇族。万寿寺の禅僧（『康富記』）[2]。万寿寺宮とも[注釈 1]。後亀山院の息子という説（『康富記』）と護聖院宮の息子という説（『師郷記』）があるが、現在は護聖院宮息子説が有力[2]。変の旗頭にかつがれた[2]。
- 通蔵主（つうぞうす）：金蔵主の兄[2]。相国寺常徳院の禅僧（『康富記』）[2]。兄だが主導権は弟の方にあったようで、『大乗院日記目録』など多くの史料で金蔵主の方が名前を優先的に取り挙げられる[2]。
- 日野有光：従一位の位階を持ち、室町幕府の重鎮で、変で最も重大な人物であり、実質的指導者である。4代将軍義持の正室で義量の生母である日野栄子の従兄弟。また娘の日野光子は後花園天皇の御乳母典侍として後宮に強い影響力を持っていた[3]。彼が変に加わった理由は不明だが、義量が死んだ直後に大御所の義持によって強制的に出家させられており（『看聞日記』『師郷記』）、その後は足利義教から度々排斥を受け、このような足利将軍家への遺恨が長年のうちに積もり積もっていたのではないかと言われる[2]。
- 日野資親：有光の息子で、公卿  。参議、右大弁など朝廷の要職を歴任[2]。
- 300人もの兵たちの出所は不明。
  - 確実なのは、「紀伊国玉木の小番衆」（『康富記』嘉吉4年2月12日条）および臼井氏の5人と山名氏被官人（『康富記』文安6年7月1日条）が残党として処刑されているが、全体像は見えてこない[2]。
  - 赤松氏の遺臣が加わっていたのではないかという憶測が事件直後に上がったが（『大乗院日記目録』）、真実かは不明である[2]。ただ、森茂暁の推測によれば、赤松遺臣が後に長禄の変で後南朝にうまく潜入できたのは、禁闕の変に加わっていた実績があって信用されていたからではないかとされる[2]。
  - 一次史料である日記類より信頼性は劣るものの、楠木氏嫡流で北畠家の重臣だった伊勢楠木氏の家系図『全休庵楠系図』によれば、第2代当主楠木正重（正成の玄孫で、刀工村正の弟子）の末弟正威（木俣守勝の先祖）が禁闕の変に参戦している[4]。なお、『全休庵楠系図』では正威は「山城国嵯峨小倉殿尊義王」を奉じて兵を起こしたとされている。「尊義王」が誰を指すのかは不明[注釈 2]。
  - 軍記物『十津河之記』では、「楠次郎正頼」（正成の玄孫）と「越智伊予守」なる人物が実働部隊の将で、その他、「楠十郎正親」を始め、河内和田氏・湯浅氏・恩地氏・赤松氏・山名氏・葉室氏・宇野氏・一色氏なども加わっていたとされる[5]。軍記物のため史料性は低いが、当時こうした氏族による反乱が危惧されていた空気は把握できる。

後南朝軍は変の事前に、室町幕府の御殿である室町殿を襲撃するという噂を流していた。ところがそれは室町殿に足利軍を引きつける計略であり、23日夜、警備が手薄になった土御門東洞院殿を襲撃。後南朝軍のうち30–40人が清涼殿に押し入って火を付け、公家の甘露寺親長・四辻季春らが果敢にも太刀を取って応戦したが、武士には敵わず、宝剣と神璽は奪い去られた（『看聞日記』）。
後花園天皇は運良く近衛第（左大臣近衛房嗣邸宅）に避難することができた。この時、天皇は冠を脱ぎ女房姿となって唐門から逃れ四辻季春が一人で付き従ったという。甘露寺親長は賊との乱戦のうちに見えなくなってしまっていた。
後南朝軍はその後、比叡山に逃れ、東塔根本中堂と西塔釈迦堂に立て篭もった。山門に登ったのは、「元弘の吉例」（『十津河之記』）つまり後醍醐天皇の先例を模したものだとされる。
しかし、同24日、後花園天皇から凶徒追討の綸旨（追討令）が出ると、比叡山は室町幕府に付くことを決め、管領畠山持国が派遣した幕府軍や、後南朝への協力を拒んだ山徒によって、後南朝軍は25日の夕刻から26日の明け方にかけて鎮圧された。一味のうち金蔵主と日野有光はこの戦闘で討たれた。実働部隊の将である楠木正威も25日に戦死している（『全休庵楠系図』）。
変が小規模のうちに鎮圧されたのは、ほぼ完全に比叡山護正院の功績であり、9月29日には室町幕府が書状で正式に称賛している。

## 影響
この事件は京都の公家・武士を震撼させ、『看聞日記』『康富記』『師郷記』『斎藤基桓日記』『大乗院日記目録』等、当時の多くの日記に記載された。ただし、最も情報の多いはずの『建内記』が、この月の記録が散逸しているため、事件の詳細を知ることが難しくなってしまっている。
幕府は変に関与したものを捕らえて、処刑あるいは流罪にした。28日には六条河原で日野資親以下、捕えていた者たちを処刑した。10月2日には、勧修門跡の門主である教尊（小倉宮聖承の息子）もこの変に関与したと疑われて逮捕された。そして、皇族である通蔵主は死刑を免ぜられ、四国へ流罪とされたが、『東寺執行日記』によれば、10月4日、道中の摂津太田で「原林」なるものに暗殺された（暗殺という形式をとった事実上の死刑）。
ところが、肝心の総大将である源尊秀のその後が不明である。『看聞日記』は「南方人主と称する人」は変で討ち取られたとし、『東寺長者補任』も討死説を支持するが、『康富記』は逃れて行方不明になったとするなど、情報が錯綜している。14年後に長禄の変で暗殺された後南朝の自天王が源尊秀の後の姿という説もあるが、定かではない。
天皇家や将軍家と姻戚関係にあった日野父子が後南朝に与していたこともあって、事件は幕府内に憶測を招いた。この事件単体で見ると、即時鎮圧されたこともあって小規模な戦いのように見えるが、政界の大物である日野が自ら動いた以上は一定の勝算はあったということであり、『看聞日記』では、山名氏や細川氏といった有力守護の関与が疑われている。
奪われた神器のうち、のちに剣は清水寺で発見され朝廷に返却されたが、その経緯がまた奇妙である。清水寺の僧侶を自称する心月坊承桂という誰もその素性を知らない謎の人物が、9月25日早朝に清水寺に棄てられているのを発見したと言って届け出てきた。剣には付札があり「三種の神器の一つだから拾った人は大切に返却して欲しい。粗略に扱ったら神罰があたってしまうから」というような内容が書いてあった（『看聞日記』）。発見者の承桂の身元を疑う向きもあったが、功があるということで深くは追求されず、処刑された日野資親の領地である美濃国加納郷を与えられた。ところが、清水寺で発見されたのではなく、実は比叡山から発見されたのではないか、という説もあり（『管見記』）、源尊秀同様その経緯が曖昧である。
神璽は持ち去られたままであった。これは、壇ノ浦の戦いで消失したあと再造された剣や、火災にあった神鏡よりも、原型を保持している神璽の方が後南朝から重視されたのではないか、という説がある。朝廷・室町幕府には衝撃的だったようで、10月25日には東寺で神璽御出現の祈祷が行われている（『東寺執行日記』）。この事件により神器の守備は以前より厳しくなった。
神爾は約15年の間後南朝のもとにあったが、長禄元年（1457年）に嘉吉の乱で没落した赤松氏の遺臣が再興を目指して後南朝より奪い返し、翌年には北朝の手に戻っている（長禄の変）。赤松氏は赤松政則の家督相続を認められ、加賀半国を与えられて再興を果たした。